# Koffiebranderij ROM
Koffiebranderij ROM is een Belgische koffiebranderij gevestigd in Boortmeerbeek (Vlaams-Brabant). In februari 2017 kende ROM-koffie 43 verkooppunten in België zelf, en 1 verkooppunt in Frankrijk.
Op 3 mei 2016 werden de koffiemengelingen Caramba en Moka Dessert officieel erkend door de Beoordelingscommissie Vlaamse Streekproducten van de VLAM. Koffiebranderij ROM werd eerder al erkend als Vlaams-Brabants streekproduct. In november 2015 kreeg de branderij ook een HIB-label. Dit label staat voor "Handmade in Belgium" en verzekert een garantie op de authenticiteit van het productieproces.

## Geschiedenis
De koffiebranderij werd opgericht in 1967 door Maria Rom, die het bedrijf naar zichzelf noemde. De eerste koffie die Maria Rom, die woonachtig was te Oud-Heverlee, maakte was in haar eigen kelder. In 1997 besloot Rom uit te breiden in Boortmeerbeek. Het onafhankelijke familiebedrijf is later verder uitgegroeid tot in en rondom Leuven. Het familiebedrijf leeft al twee generaties. Het is immers één keer van moeder op dochter doorgegeven. Het bedrijf werd later uitgebaat door Lutgarde Paeps.